# Michael Howard (historien)
Pour les articles homonymes, voir Michael Howard et Howard.
Michael Eliot Howard, né le 29 novembre 1922 à Londres, et mort le 30 novembre 2019 à Swindon, est un historien militaire britannique. Il est connu pour ses travaux sur la dimension sociologique de la guerre.

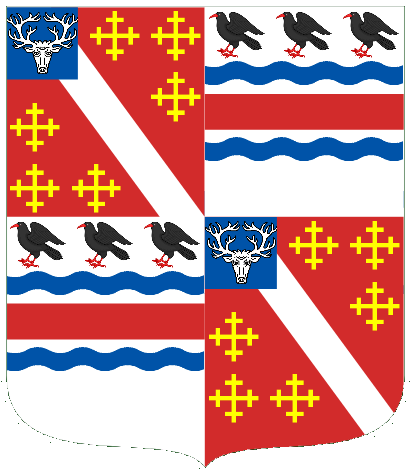
Écusson de Sir Michael Eliot Howard.

## Biographie
Durant la Seconde Guerre mondiale, Michael Howard fait partie des Coldstream Guards et participe à la campagne d'Italie. Il est blessé deux fois et décoré de la Military Cross à Salerne.
Michael Howard enseigne l'histoire militaire au King's College de Londres dans les années 1950, puis à l'université d'Oxford. Il termine sa carrière à l'université Yale.
Fondateur de l'International Institute for Strategic Studies (IISS), Michael Howard est également vice-président de la British Academy.

## Ouvrages
- Michael Howard (trad. Sébastien Viguier), L'Invention de la paix et le retour de la guerre, Buchet-Castel, coll. « Au fait », 2004  (ISBN 2283020166)

en anglais
- The Coldstream Guards, 1920-1946, avec John Sparrow, 1951.
- Disengagement in Europe, 1958.
- The Franco-Prussian War: The German Invasion of France, 1870-1871, 1961.
- Lord Haldane and the Territorial Army, 1967.
- The Mediterranean Strategy in the Second World War, 1967.
- Grand Strategy, August 1942-September 1943, Volume IV, Grand Strategy series, History of the Second World War (1970)
- Studies in War and Peace, 1970.
- The Continental Commitment: The Dilemma of British Defence Policy in the Era of Two World Wars, 1972.
- War in European History, 1976 [dernière édition révisée en 2009].
- Carl von Clausewitz, On War, 1977, édité et traduit en anglais par M. E. Howard et Peter Paret.
- Soldiers and Governments: Nine Studies in Civil Military Relations, 1978.
- War and the Liberal Conscience, 1978 [nouvelle édition en 2008].
- Restraints on War: Studies in the Limitation of Armed Conflict, 1979 édité par M. E. Howard.
- Clausewitz, 1983 (un volume de la série "Past Masters" d'Oxford University Press, réédité en 2000 sous le titre Clausewitz: A Very Short Introduction).
- The Causes of War Harvard University Press ; 2e édition (1er janvier 1984)
- Strategic Deception in World War II, 1990, (Volume 5 of British Intelligence in the Second World War, séries éditées par F. H. Hinsley; Cambridge University Press).  (ISBN 0-52140-145-3)
- The Lessons of History, 1989.
- The Laws of War: Constraints on Warfare in the Western World, édité par M. E Howard, George J. Andrepoulous et Mark R. Schulman.
- The Invention of Peace, 2000.
- The First World War, 2003 [réédité sous le titre The First World War: A Very Short Introduction en 2007].
- Captain Professor: A Life in War and Peace (autobiographie), 2006
- Liberation or Catastrophe?: Reflections on the History of the 20th Century, 2007

## Distinctions
- Chevalier (Knight Bachelor - 1986)[6]
- Commandeur de l’ordre de l'Empire britannique (CBE - 1986)
- Membre de l'ordre des compagnons d'honneur (CH - 2002)[7]
- Membre de l'ordre du Mérite britannique (OM - 2005)[8]